# Raimon Airamed
Raimon Airamed (s. XIX-?) fou un compositor pràcticament desconegut de finals del s. XIX. Només es conserva una obra seva, uns goigs per a 3 veus i orgue, datats el 1872, al fons musical de la Catedral-Basílica del Sant Esperit de Terrassa (TerC). És molt probable que el cognom «Airamed» correspongui a un pseudònim d'un frare conegut amb el nom de Raimon de Maria, atès que «Airamed» escrit al revés és «de Maria».